# 刺猬路站
刺猬路地铁站（芬蘭語：Siilitien metroasema），是芬兰赫爾辛基地鐵的地上车站。该站为赫尔辛基东部海尔托半岛市区的北部区域服务。M1和M2两条地铁线均停靠此站。
该站开通于1982年6月1日，为赫尔辛基地铁最初的几个车站之一。该站距离海尔托半岛站1.3公里，离东中心站2.1公里。

## 图集

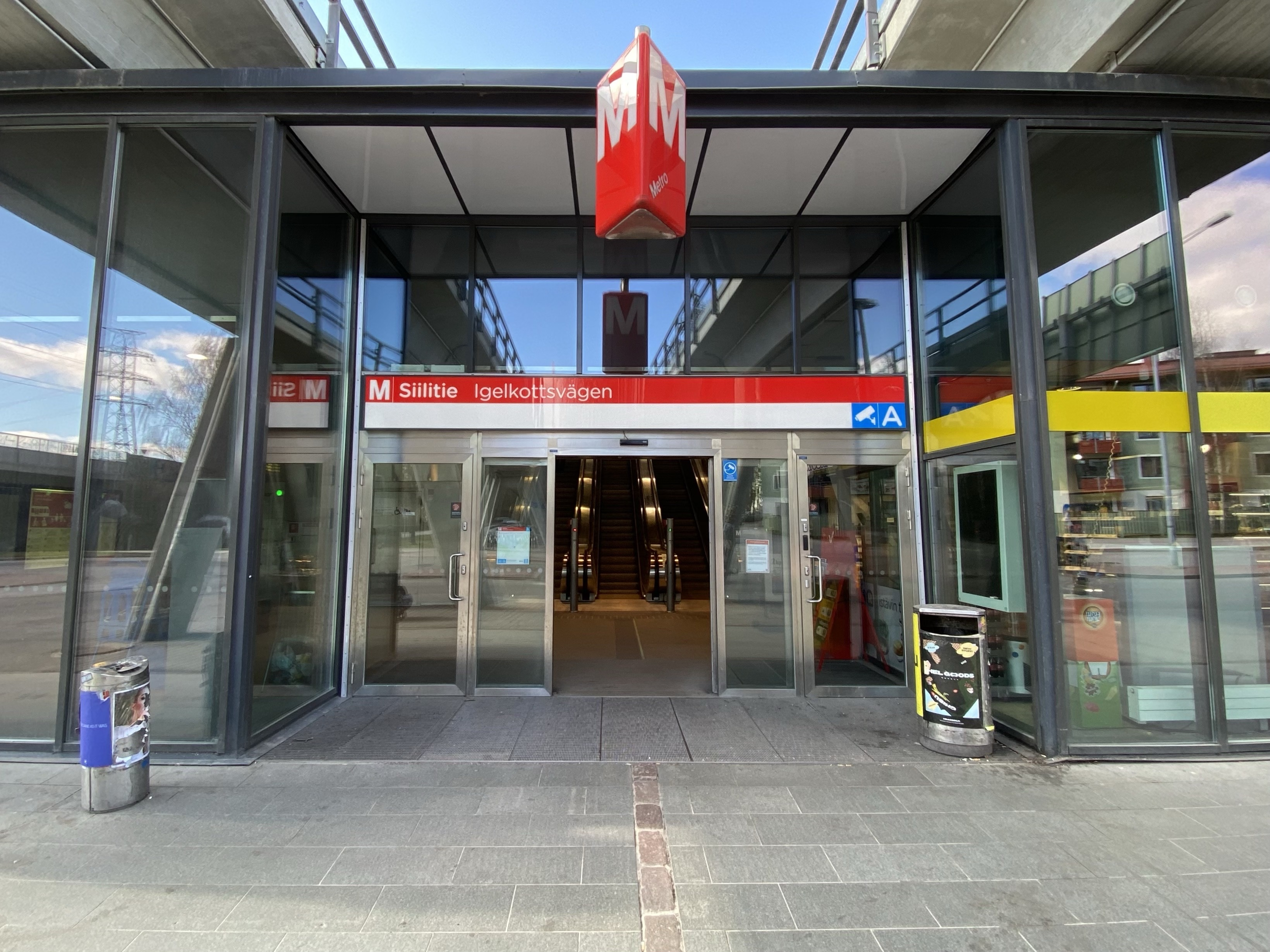
地铁站入口
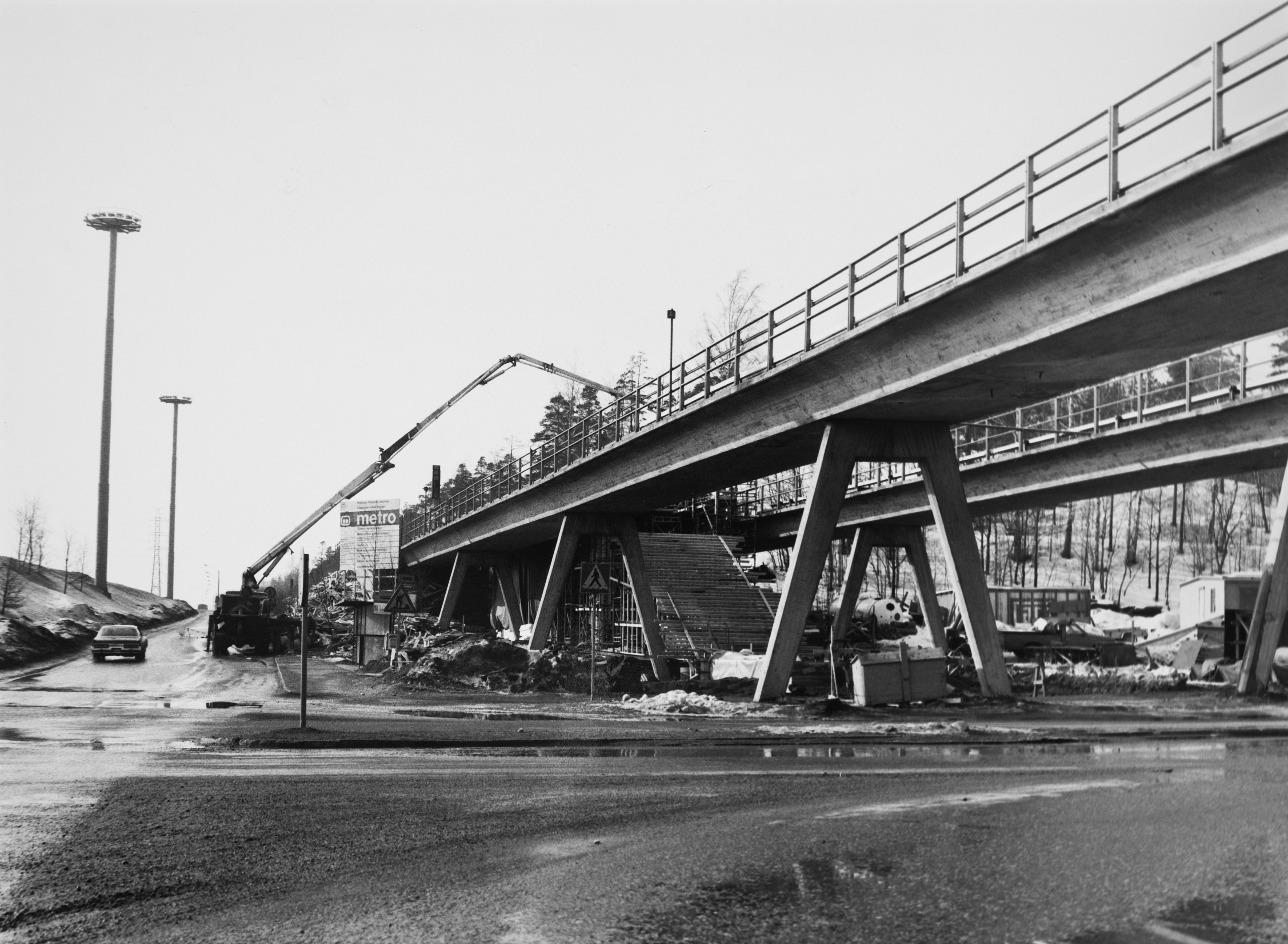
1970年代后期地铁站建筑工地